# R
Rは、ラテン文字（アルファベット）の18番目の文字。小文字は r 。ギリシア文字のΡ（ロー）に由来し、キリル文字のР（エル）と同系の文字である。

## 字形

筆記体

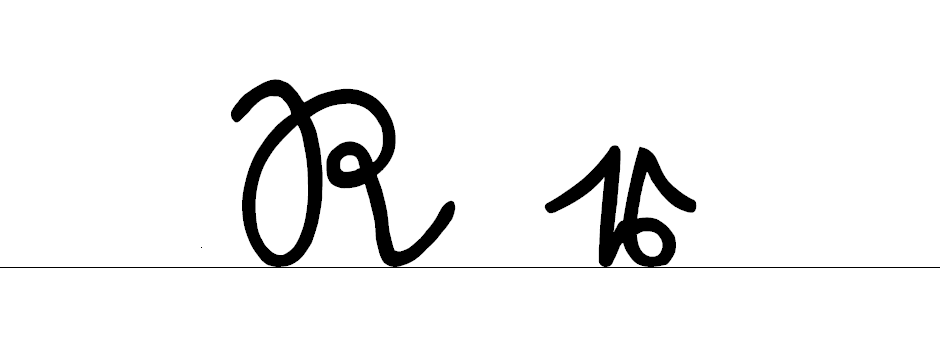
ジュッターリーン体

1. 大文字は、縦棒の上部右に右半円を付け、線中央から右下に斜線を付加した形である。フラクトゥールは{\displaystyle {\mathfrak {R}}}。
2. 小文字は、縦棒と上部右に接する左上四半円ないし上半円である。ρ（ロー）の円の下半分を略した形といえるかもしれない。または、大文字Rの下半分ないし左下部分と見ることもできる。フラクトゥールは{\displaystyle {\mathfrak {r}}}。手書き書体では、縦棒を先に書き、折り返して半円を書く。筆記体では、縦棒の上部に前の字からの接続線が左下から、次の字への接続線が半円の右端から右上に続く。
3. このとき、前からの接続線が縦棒に緩やかに半円を描いて続いていれば、本来の半円は円弧を描かず、鋭く山形に曲がることがある。
4. 別の小文字筆記体では、左下から上がって、頂点で鋭く山形に右下に方向を変え(このとき逆時計回りに非常に小さな円を描くことがある)、右下に少し下がってから真下やや左向きに進路を変え、そのまま右に弧を描きながらベースラインに達し、右上に抜ける。

## 呼称
- 拉・仏・蘭・洪・羅・葡・諾・波・尼：エル（エール）
- 独・丁：エァ /ɛɐ/
- 西: erre（エレ）
- 伊: erre（エッレ）
- 英: ar（アー）/ɑː/
  - 米: ar（アール）/ɑːr/  聞く[ヘルプ/ファイル]
- 土：レ /ɾe/
- 典・芬：アェル
- エス：ロー

## 音価
この文字が表す音素は、歯茎ふるえ音（/r/）ないしその類似音である（R音）。言語によってさまざまであるが、舌を上歯茎にしっかり付けて発音するLと異なる音であるところで共通する。しばしばべらんめいのようないわゆる巻き舌（舌を数回硬口蓋にはじかせる）となる。軽い巻き舌で硬口蓋に1度だけはじかせると、日本語のら行の子音に似る。英語では、舌を硬口蓋に付けることなく接近させる。フランス語のパリ方言では、舌を硬口蓋に付けずに舌先を下げ、奥のほうで摩擦する。
- アメリカ英語では母音字の後ろにあるrを発音するが、イギリス英語では発音しないか黙字（スコットランドやイングランドの3分の1くらいの地域では発音されている）となっている。
- ドイツ語の多くの無強勢音節末のr, 複音節語における語末の er は、ゆっくり発音するような特別な場合をのぞき [ɐ] となる。
- フランス語では語尾が -er で終わる単語の大半で語末の r を黙字とする。ただし、後続の単語が母音で始まっていれば、リエゾンが起こり発音する。
- 中国語のピンインでは、音節頭位では有声そり舌摩擦音（声母"日"）である。これは日本人には「リ」とも「ジ」とも聞こえるような音で、ウェード式では"j"と書かれる。また、"er"（韻母"児"）と書かれたときはそり舌の曖昧母音で、声調によっては主母音はアに近くなる。また"児"が接尾辞として用いられたときは、児化を起こす。
- 歯茎ふるえ音
- イギリス英語：歯茎接近音
- アメリカ英語、中国語：そり舌接近音
- ドイツ語：口蓋垂ふるえ音
- フランス語：有声口蓋垂摩擦音
- 日本語、朝鮮語：歯茎はじき音
- スペイン語：語頭や n, l の後の"r"、語中の"rr"は歯茎ふるえ音、それ以外は歯茎はじき音という風に弁別する。

多くの言語で、他の子音、特に破裂音に続いて現れたときは、一気に発音され、その間で音節を区切ることはしない。
| 歯茎ふるえ音 [r]     | 聴く | イギリス英語のいくつかの方言、強調されたスピーチ、標準的なオランダ語、フィンランド語、ガリシア語、ドイツ語、いくつかの方言でハンガリー語、アイスランド語、イタリア語、チェコ語、リトアニア語、ラトビア語、ラテン語、ノルウェー語、ポーランド語、カタルーニャ語、ポルトガル語（伝統的なもの）、ルーマニア語、スコットランド語、スペイン語、アラビア語、そしてアルバニア語“rr”、スウェーデン語、ウェールズ語 |
| 歯茎接近音 [ɹ]       | 聴く | 英語 (最も多い種類)、いくつかの方言でオランダ語（単語の特定の位置)、スウェーデン語、いくつかの方言でポルトガル語（単語の特定の位置)、フェロー語、シチリア語 |
| 歯茎はじき音 [ɾ]     | 聴く | ポルトガル語、カタルーニャ語、スペイン語、そしてアルバニア語“r”、トルコ語、オランダ語、イタリア語、ヴェネツィア語、ガリシア語、レオン語、一部のアラビア語方言 |
| 有声そり舌摩擦音 [ʐ] | 聴く | /r/ の異音としていくつかの南アメリカのアクセントでスペイン語；普通話（ピン音で）；ベトナム語（南部方言） |
| そり舌接近音 [ɻ]     | 聴く | アメリカ英語のいくつかの種類；普通話（ピン音で）；そしてゴトランド語 |
| そり舌はじき音 [ɽ]   | 聴く | 時折スコットランド英語 |
| 口蓋垂ふるえ音 [ʀ]   | 聴く | 公式な場でのドイツ語；いくつかのオランダ語方言 (ブラバント、そしてリンブルフなど、オランダのいくつかの都市)、南部スウェーデンでのスウェーデン語、西部及び南部地域でのノルウェー語、一部のアラビア語方言 |
| 有声口蓋垂摩擦音 [ʁ] | 聴く | ドイツ語、デンマーク語、フランス語、ヘブライ語、いくつかのヨーロッパポルトガル語“rr” |
| 無声口蓋垂摩擦音 [χ] | 聴く | いくつかのブラジルポルトガル語“rr” |
| 無声声門摩擦音 [h]   | 聴く | いくつかのブラジルポルトガル語“rr” |

## 歴史
ギリシャ文字のΡ（ロー）に由来する。ギリシア文字Π（ピー、パイ）が、右足を曲げ、P（ピー）のようになって、Ρ（ロー）に似てきたため、区別するために線を付加したものである。

## R の意味

### 主に大文字
- 右 (Right)。
- 数学分野
  - ∠R または R は直角 (Right angle) を表す。
  - R または ℝ は、実数 (real number) 全体の成す集合を表す。
  - ℜ は、複素数の実部 (real part)。Re を使うことも多い。
  - 右導来関手
  - R行列（英語版）
  - 計算複雑性理論における複雑性クラスのひとつ（R (計算複雑性理論)）
  - 二十七を意味する数字。三十六進法など、二十八進法以上（参照: 位取り記数法#Nが十を超過）において二十七（十進法の27）を一桁で表すために用いられる。ただし、アルファベットの I と数字の 1 、およびアルファベットの O と数字の 0 が混同し易いために、アルファベットの I と O を用いないことがあり、この場合、J が十八、K が十九、…、N が二十二、P が二十三、…、R が二十五を意味する。
- 自然科学分野
  - アルキル基の略号 例:アルコールの構造式 R-OH
  - 気体定数の略号 例:気体の状態方程式 PV = nRT
  - 放射線量の単位、レントゲン（単位）
  - 水素原子の線スペクトルに関する定数、リュードベリ定数
  - 回路の電気抵抗や抵抗器を表す。（それぞれResistance、Resistor）例: E = IR
  - 光の三原色 (RGB)、および色彩学での赤。(Red)
  - 温度表示方式の一種ランキン度 °R
  - 非SI接頭辞 リンタ (rinta)(1045)（ジム・ブロワーズ (Jim Blowers) の提案）
- 元号「令和（Reiwa）」の略記。
- R言語
- 通貨単位
  - サウジアラビア、イラン、オマーン、カタール、イエメンの通貨単位 リヤル (Riyal）
  - R$は、ブラジルの通貨単位 レアル (Real)
  - Rは、インド、スリランカ、セーシェル、ネパール、パキスタン、モーリシャスの通貨単位 ルピー (rupee)、Reとも
- 鉄道のサインシステムにおいて、東京臨海高速鉄道りんかい線 (Rinkai)、西日本旅客鉄道（JR西日本）阪和線、神戸新交通六甲アイランド線 (Rokkō)、西日本旅客鉄道（JR西日本）山陽線（広島駅 - 岩国駅間）(Red) の路線記号として用いられる。
- 道路・鉄道用語で、軌道の曲率半径。
- 自動車のトランスミッションの後退 (Reverse) 位置。
- 自動車のグレード名で、レーシング (Racing) などを意味する語として用いられる。
  - 代表的なもので日産自動車のGT-R、本田技研工業のタイプRなど
- 国道の略字。国道1号線ならば、 R1。(Route)
- レギュラーサイズの略字。(Regular)
- 映画のレイティングシステムのR指定。(Restricted)
- 接眼レンズの1種類でラムスデン式接眼鏡。
- 建物の階数表示で、屋上 (Roof)。
- 海図の記号で底質が岩。
- 電子媒体のRecordable（追記可能）の略。CD-R、DVD-Rなど。
- 標準数のR系列（R10、R20など。「R」の由来については不詳）。標準数#JIS Z 8601の標準数を参照。
- Round
  - スノーボードなどで、ハーフパイプやクォーターパイプなど、断面が円弧の形状になる滑走設備。
  - ボクシングやレスリングなどで、競技の数を表す単位「ラウンド」(Round) の略。
- 電子部品などの規格値の表示で、誤読を防ぐため小数点の代わりに用いる。「R」の由来については不詳。
- 競馬で競走番号（レース番号）を表す記号。「東京11R」など。 (Race)
- フランツ・リストの作品目録番号のひとつ、ラーベ番号。
- 野球記録における得点 (Run)
- リレーの略。「4×100mR」など。
- チェスの棋譜などでルーク (Rook) を表す。
- メルセデス・ベンツ・Rクラス。
- 盤名
  - 白石涼子のデビューミニアルバム『R』。
  - BAJI-Rのアルバム『R』。
  - Roseliaの楽曲『R』。
- NTTドコモの携帯電話の型番で、日本無線製の端末を表す略号。（JRC）
- 韓国の4人組ガールズバンド、QWERにおいて、メンバーのシヨン（韓: 시연、本名: 李始燕（韓: 이시연））を指す。

### 主に小文字
- 数学、図面などで半径 (radius) を表すのによく用いられる。
- 回転数 (revolution) を表す。rpm は一分間あたりの回転数。
- r SI接頭語 ロント (ronto)(10−27)
- R SI接頭語ロナ (ronna)(1027)
- 地域通貨アースデイマネーの単位

### Rをもとにした記号
- ®は、登録商標マーク (Registered trademark)。
- ℞は、レシピ（処方箋）(recipe)

## 符号位置
| 大文字 | Unicode | JIS X 0213 | 文字参照            | 小文字 | Unicode | JIS X 0213 | 文字参照            | 備考     |
| ------ | ------- | ---------- | ------------------- | ------ | ------- | ---------- | ------------------- | -------- |
| R      | U+0052  | 1-3-50     | &#x52; &#82;        | r      | U+0072  | 1-3-82     | &#x72; &#114;       |          |
| Ｒ     | U+FF32  | 1-3-50     | &#xFF32; &#65330;   | ｒ     | U+FF52  | 1-3-82     | &#xFF52; &#65362;   | 全角     |
| Ⓡ      | U+24C7  | ‐          | &#x24C7; &#9415;    | ⓡ      | U+24E1  | 1-12-43    | &#x24E1; &#9441;    | 丸囲み   |
| 🄡︎      | U+1F121 | ‐          | &#x1F121; &#127265; | ⒭      | U+24AD  | ‐          | &#x24AD; &#9389;    | 括弧付き |
| 𝐑      | U+1D411 | ‐          | &#x1D411; &#119825; | 𝐫      | U+1D42B | ‐          | &#x1D42B; &#119851; | 太字     |

## 他の表現法
| フォネティックコード | モールス符号 |
| Romeo                | ・－・       |

|        |          | ⠗    |
| 信号旗 | 手旗信号 | 点字 |

## その他
大文字Rには、以下のような特徴があるため、上下逆・左右逆・反転の有無が容易に識別できる。このため、プリンターやコピー機などの給紙方法の例示としてよく使われている。
- 線対称ではない
- 点対称ではない
- 四隅が空白ではない、かつ、すべて形が異なる